# Hystrichopsylla mengdaensis
Hystrichopsylla mengdaensis är en loppart som beskrevs av Cai Liyun et Wu Wenzhen 1994. Hystrichopsylla mengdaensis ingår i släktet Hystrichopsylla och familjen mullvadsloppor. Inga underarter finns listade i Catalogue of Life.